# Henri de Chacaton
Henri de Chacaton, né le 30 juillet 1813 à Chézy (Allier) et mort le 9 août 1886 à Périgny (Allier), est un peintre français, surtout connu pour ses œuvres d'inspiration orientaliste.

## Biographie
Jean Nicolas Henri de Chacaton naît dans une famille de la noblesse du Bourbonnais. Il est le fils de Jean Baptiste de Chacaton et de Pauline de Fradel.
Il a été l'élève de Prosper Marilhat, de Louis Hersent et d'Ingres. Il est influencé par Alexandre-Gabriel Decamps, qui met l'orientalisme à la mode au Salon de 1831. Les nombreux voyages de Chacaton en Italie, en Espagne, en Grèce et au Proche-Orient l'ont inspiré et il se range parmi les peintres orientalistes, particulièrement en vogue au XIXe siècle. Il a ramené de ses voyages des carnets de voyage, peints à l'aquarelle.
Il expose de 1835 à 1857 au Salon des Indépendants.
Il épouse en 1860 à Cusset Marie Revengé de Bompré, sa cousine par les Fradel. Ils ont un fils, Maurice de Chacaton (1862-1937), qui achète en 1899 le château de Chermont à Creuzier-le-Neuf, qu'il fait restaurer par l'architecte René Moreau, avec des jardins dessinés par les Treyve, horticulteurs-paysagistes de Moulins.

## Œuvres
- Cavalerie d'Ibrahim Pacha (Moulins, musée Anne-de-Beaujeu).
- La Vallée de Josaphat, 1840[6] (Moulins, musée Anne-de-Beaujeu).
- Bazar turc au Caire.
- Autoportrait (Salon de 1835).
- Le prisonnier de Chillon (Salon de 1835).
- Vue de la porta Nuova à Palerme, le jour de sainte Rosalie[7] (Salon de 1838).
- Vue prise dans les gorges d'Amalfi (Salon de 1838).
- Fabrique dans l'île de Procida (Salon de 1842).
- Souvenir de la villa Borghese (Salon de 1844).
- La rue Hourbarych au Caire (Salon de 1844).
- Fontaine arabe (Salon de 1844).
- Départ d'une caravane (Salon de 1846).
- Les Platanes d'Hippocrate (Salon de 1846).
- Ville de Syrie (Salon de 1846).
- Intérieur de cour à Grenade (Salon de 1848).
- Campement d'Arabes à Suez (Salon de 1848).
- Famille turque en voyage (Salon de 1848).
- Halte d'une caravane (Salon de 1848).
- Mosquée à Jérusalem (Salon de 1849).
- Bergers de la campagne de Rome revenant des champs (Salon de 1852).
- Maison du muetzelin à Gaza (Salon de 1852).
- Arabes à la citerne (Salon de 1855).
- Les Latomies et le couvent des capucins à Syracuse (Salon de 1857).
- Souvenir des bords du Tibre (Salon de 1857).
- Cirque de taureaux de Valence (Salon de 1857).
- Plusieurs aquarelles présentant des sites ou des monuments d'Athènes, au musée Benaki à Athènes.

Il a publié avec le graveur Charles Damour des eaux-fortes tirées de ses souvenirs de voyage :
- Souvenirs de voyage, 6 planches.
- Orient. Cinq paysages à l'eau-forte, Paris, 1850.
- Espagne. Cinq paysages à l'eau-forte, Paris, 1851.